# Hurrikan Hermine
Hurrikan Hermine war ein tropischer Wirbelsturm, der das nordwestliche Florida und schließlich die Ostküste der Vereinigten Staaten bedrohte. Das neunte tropische Tiefdruckgebiet der Atlantischen Hurrikansaison 2016 war ihr achter benannter Sturm und vierter Hurrikan. Hermine entwickelte sich aus einer schon lange verfolgten tropischen Welle, die zuvor die Kleinen und Großen Antillen überquerte und ist der erste Hurrikan mit Landfall in Florida seit Hurrikan Wilma im Jahr 2005. Hermine ist außerdem der erste Hurrikan, der sich seit Hurrikan Ingrid im Jahr 2013 im Golf von Mexiko bildete.

## Sturmverlauf

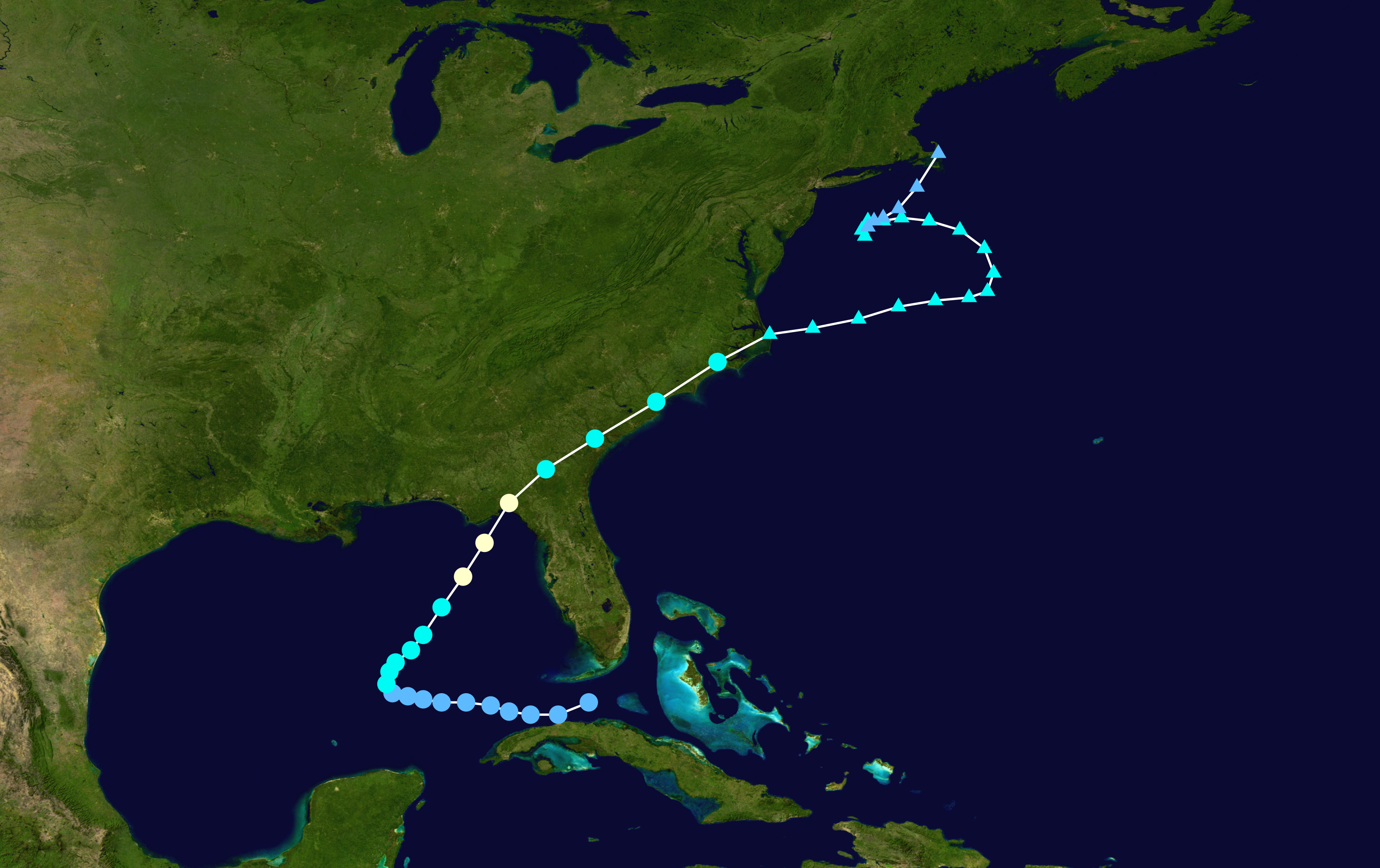
Vergangene Zugbahn

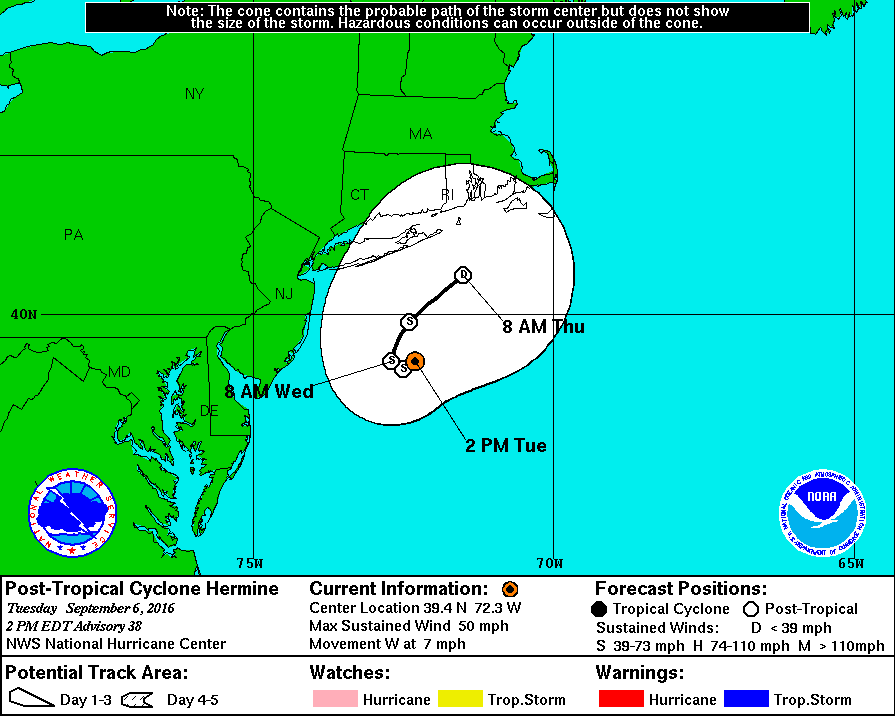
Prognostizierte Zugbahn

Am 18. August wies das National Hurricane Center (NHC) zum ersten Mal auf eine tropische Welle etwa 480 km südwestlich von Cabo Verde hin, die das Potential für eine tropische Zyklogenese hatte und mit einem Gebiet nichtorganisierter atmosphärischer Konvektion in Verbindung stand. Die Bedingungen in der Umgebung wurden als günstig für die weitere Entwicklung erwartet. Trockene und stabile Luft waren ein zunächst hinderlicher Faktor für die Entwicklung, obwohl die Konvektion und Zirkulation am 21. August zunehmend besser definiert war. Am 23. August entwickelte das System eine längliche und schlechtdefinierte Zirkulation; dies wurde bei einem Einsatz der Hurricane Hunters festgestellt. Am darauffolgenden Tag überquerte das Tiefdruckgebiet Guadeloupe und gelangte so mit Starkwind in das Karibische Meer. Zu diesem Zeitpunkt war das NHC der Auffassung, dass das System sich jederzeit in ein tropisches Tiefdruckgebiet entwickeln könne, da diesem lediglich eine gut ausgeprägte Zirkulation fehle.
Marginale Windscherung störte die Organisierung des Systems, und es zog ohne weitere Entwicklung nördlich an Puerto Rico vorbei; am 25. August fielen die Windgeschwindigkeiten unter 34 kn. Das Tiefdruckgebiet überquerte die südlichen Bahamas mit vereinzelter Konvektion, wurde am 27. August besser definiert und näherte sich der Nordküste Kubas. Die Windscherung verhinderte eine raschere Entwicklung, obwohl die Bedingungen in der Nähe des Golfs von Mexiko günstiger wurden. Am 28. August nahm die Konvektion zu und gewann an Organisation. Später am Tag beobachteten die Hurricane Hunters eine gut ausgeprägte Zirkulation und deswegen begann das NHC am 28. August um 21:00 Uhr UTC mit der Ausgabe von Warnungen zur Tropischen Depression Neun, als sich dieses etwa auf halber Strecke zwischen den Florida Keys und der Nordküste von Kuba befand. Die tiefe Konvektion verstärkte sich zusätzlich, als das Tiefdruckgebiet weiter in den Golf von Mexiko eindrang, dahin gesteuert von einem Hochdruckrücken über dem südlichen Florida,  obwohl es weiterhin zerrupft erschien und die Konvektion von der Zirkulation versetzt war. Trockene Luft im Westen des Systems hob die Effekte des für die Entwicklung günstigen warmen Wassers auf. Auch am 30. August schaffte es das Tiefdruckgebiet nicht, sich besser zu organisieren, und die Zirkulation in Bodennähe und mittlerer Höhe blieben nicht aneinander ausgerichtet. Eine große Konvektionsfahne entwickelte sich am 31. August über dem System, als sich die Ausströmung verbesserte und die Windscherung abnahm. Im Tagesverlauf ergaben die Meldungen der Hurricane Hunters, dass sich das Tiefdruckgebiet etwa 640 km südwestlich von Apalachicola, Florida Apalachicola, Florida zum Tropischen Sturm Hermine intensiviert hat.
Spät am 31. August begann Hermine, durch einen subtropischen Trog über den südöstlichen Vereinigten Staaten, beschleunigt nach Nordosten zu ziehen. Früh am 1. September stellte das NHC aufgrund von Daten der Luftaufklärung fest, dass Windgeschwindigkeiten von 120 km/h anzunehmen seien und sich Hermine deswegen in einen Hurrikan intensiviert hat. Kurz vor dem Landfall bei Saint Marks, Florida gegen 05:30 Uhr UTC mit andauernden Windgeschwindigkeiten von 130 km/h stellten die Hurrican Hunters einen zentralen Luftdruck von 982 mbar fest. Das Windfeld in Orkanstärke reichte bis zu 75 km und in Sturmstärke bis zu 280 km Entfernung vom Zentrum.

## Vorbereitungen und Auswirkungen
Noch in der Phase der Entwicklung lud das Vorläufertiefdruckgebiet zwischen 75 und 130 mm Regen über dem Norden Kubas ab. Candelaria im westlichen Kuba verzeichnete 311 mm Niederschlag. Die Regenfälle verbesserten die Dürrelage und trug zur Auffüllung der Wasserspeicher bei, verursachten aber auch Erdrutsch. Das Embalse Zaza – der größte Stausee des Inselstaates – vergrößerte seine Wassermenge um rund 14 Millionen m³, was etwa 30 % seiner Kapazität entspricht. In Batabanó an der Südküste kam es durch die Südwinde und 215 mm Regen zu mäßigen Überflutungen. In und bei Havanna wurde die Stromversorgung abgeschaltet, um Unfälle zu vermeiden; Schäden traten auf an der Gasversorgung.
Am 30. August gab das NHC eine Hurrikanvorwarnung für die Küste zwischen Indian Pass bis zur Mündung des Anclote River sowie eine Sturmvorwarnung westwärts bis zur Countygrenze Walton-Bay aus. Zwischen Anclote River und Walton-Bay-Countygrenze wurde am nächsten Tag eine Sturmwarnung erklärt, die atlantischen Küstenabschnitte zwischen Marineland, Florida und dem Altamaha Sound in Georgia wurden unter eine Vorwarnung gestellt. Um 03:00 Uhr UTC am 1. September wurde für Florida zwischen der Mündung des Suwannee River und Mexico Beach eine Hurrikanwarnung ausgerufen. Gleichzeitig wurde die Vorwarnung nordwärts erweitert bis zur Mündung des South Santee River in South Carolina. Sechs Stunden später wurde die Vorwarnung zwischen Marineland und dem South Santee River in eine Sturmwarnung umgewandelt, und die Vorwarnung nordwärts ergänzt um die Küste zwischen der Mündung des South Santee River und Surf City, North Carolina.
Die Warnungen vor einem tropischen Sturm wurden um 15:00 Uhr UTC entlang der Atlantikküste für den Abschnitt von Marineland über die Mündung des South Santee River hinaus bis Surf City erweitert, und eine Sturmvorwarnung galt von da an für die Küste zwischen Surf City und Oregon Inlet in North Carolina, einschließlich des Pamlico Sound. An der Golfküste Florida wurde die Sturmwarnung zwei Stunden später südwärts bis Englewood, einschließlich der Tampa Bay Area erweitert.

## Belege
1. ↑  Stacy Stewart: Tropical Weather Outlook. National Hurricane Center, 18. August 2016, abgerufen am 28. August 2016 (englisch).
2. ↑  Jack Beven: Tropical Weather Outlook. National Hurricane Center, 19. August 2016, abgerufen am 28. August 2016 (englisch).
3. ↑  Stacy Stewart: Tropical Weather Outlook. National Hurricane Center, 21. August 2016, abgerufen am 28. August 2016 (englisch).
4. ↑  Todd Kimberlain: Tropical Weather Outlook. National Hurricane Center, 23. August 2016, abgerufen am 28. August 2016 (englisch).
5. ↑  Todd Kimberlain: Tropical Weather Outlook. National Hurricane Center, 24. August 2016, abgerufen am 28. August 2016 (englisch).
6. ↑  Daniel Brown: Tropical Weather Outlook. National Hurricane Center, 24. August 2016, abgerufen am 28. August 2016 (englisch).
7. ↑  Daniel Brown: Tropical Weather Outlook. National Hurricane Center, 24. August 2016, abgerufen am 28. August 2016 (englisch).
8. ↑  Jack Beven: Tropical Weather Outlook. National Hurricane Center, 25. August 2016, abgerufen am 28. August 2016 (englisch).
9. ↑  Daniel Brown: Tropical Weather Outlook. National Hurricane Center, 25. August 2016, abgerufen am 28. August 2016 (englisch).
10. ↑  Robbie Berg: Tropical Weather Outlook. National Hurricane Center, 27. August 2016, abgerufen am 28. August 2016 (englisch).
11. 1 2  Lixion Avila: Tropical Weather Outlook. National Hurricane Center, 27. August 2016, abgerufen am 28. August 2016 (englisch).
12. ↑  Daniel Brown: Tropical Weather Outlook. National Hurricane Center, 28. August 2016, abgerufen am 28. August 2016 (englisch).
13. ↑  Michael Brennan: Tropical Weather Outlook. National Hurricane Center, 28. August 2016, abgerufen am 28. August 2016 (englisch).
14. ↑  Michael Brennan: Tropical Depression Nine Discussion Number 1. National Hurricane Center, 28. August 2016, abgerufen am 28. August 2016 (englisch).
15. ↑  Richard Pasch: Tropical Depression Nine Discussion Number 4. National Hurricane Center, 29. August 2016, abgerufen am 29. August 2016 (englisch).
16. 1 2  Stacy Stewart: Tropical Depression Nine Discussion Number 6. National Hurricane Center, 30. August 2016, abgerufen am 31. August 2016 (englisch).
17. ↑  Richard Pasch: Tropical Depression Nine Discussion Number 5. National Hurricane Center, 29. August 2016, abgerufen am 31. August 2016 (englisch).
18. ↑  Richard Pasch: Tropical Depression Nine Discussion Number 9. National Hurricane Center, 30. August 2016, abgerufen am 31. August 2016 (englisch).
19. ↑  Stacy Stewart: Tropical Depression Nine Discussion Number 10. National Hurricane Center, 31. August 2016, abgerufen am 31. August 2016 (englisch).
20. ↑  Richard Pasch: Tropical Storm Hermine Intermediate Advisory Number 12A. National Hurricane Center, 31. August 2016, abgerufen am 31. August 2016 (englisch).
21. ↑  Richard Pasch: Tropical Storm Hermine Discussion Number 13. National Hurricane Center, 31. August 2016, abgerufen am 1. September 2016 (englisch).
22. ↑  Michael Brennan, Richard Pasch: Hurricane Hermine Tropical Cyclone Update 0155 CDT. National Hurricane Center, 1. September 2016, abgerufen am 2. September 2016 (englisch).
23. 1 2   Alertan de inundaciones repentinas en Cuba por intensas lluvias, Marti Noticas, 30. August 2016. Abgerufen am 31. August 2016 (spanisch).
24. ↑   Temporal de lluvias provoca inundación en una localidad costera, El Mundo, 30. August 2016. Abgerufen am 31. August 2016 (spanisch).
25. ↑  Richard Pasch: Tropical Depression NINE. nhc.noaa.gov, 30. August 2016, abgerufen am 6. September 2016.
26. ↑  Richard Pasch: Tropical Depression NINE. nhc.noaa.gov, 31. August 2016, abgerufen am 6. September 2016.
27. ↑  Richard Pasch: Tropical Depression NINE. nhc.noaa.gov, 31. August 2016, abgerufen am 6. September 2016.
28. ↑  Stacy Stewart: Tropical Storm HERMINE. nhc.noaa.gov, 1. September 2016, abgerufen am 6. September 2016.
29. ↑  Lixion Avila: Tropical Storm HERMINE. nhc.noaa.gov, 1. September 2016, abgerufen am 6. September 2016.
30. ↑  Richard Pasch: Tropical Storm HERMINE. nhc.noaa.gov, 1. September 2016, abgerufen am 6. September 2016.
31. ↑  Richard Pasch: Tropical Storm HERMINE. nhc.noaa.gov, 1. September 2016, abgerufen am 6. September 2016.